# Carl Daniel Ekman
Carl Daniel Ekman, född 17 mars 1845 i Kalmar, död 3 november 1904 i Gravesend, Storbritannien, var en svensk kemisk tekniker. Ekman var den förste som använde sulfitmetoden i industriell skala för tillverkning av pappersmassa. 

## Biografi
Carl Daniel Ekman var son till läkaren och fornforskaren Otto Kristian Ekman (1791-1866) och tillhörde skånesläkten Ekman. Han studerade 1865-1868 vid Teknologiska institutet och blev 1871 kemist vid Bergviks trämassefabrik i Hälsingland.

## Karriär
Vid mitten av 1800-talet hade man börjat överge metoden att framställa papper ur textillump och istället börjat framställa papper av trä, och när Ekman började vid Bergviks trämassefabrik hade han redan experimenterat för att finna en metod att på kemisk väg frigöra cellulosafibrer ur vedmassa. Vid Bergviks sulfitfabrik lyckades han 1874 genom kokning av trä i en lut av sur magnesiumsulfit framställa kemisk trämassa i fabriksmässig skala. Det är oklart hur självständigt han arbetade med detta. På grund av kraftig ökad efterfrågan på papper, bland annat beroende på ökat bokläsande, hade flera forskat i ämnet och en mycket likartad process hade patenterats redan 1867 av Benjamin Chew Tilghman. Ytterligare ett patent för sultfitprocessen patenterades av Alexander Mitscherlich 1882.
Efter att Ekmans system blivit fullt utarbetat 1879, vistades han mestadels utomlands. Han anlade flera sulfitfabriker i Storbritannien, Frankrike och Italien och var från 1883 fram till sin död chef för en sulfitfabrik kopplad till ett pappersbruk i Northfleet nära Gravesend. År 1905 utfärdades av British wood pulp association (Engelska trämasseföreningen) i London ett upprop till bildande av en stiftelse för att hedra minnet av Ekman för hans insatser för befordrande av uppfinningen och införandet av sulfitmetoden. Dessförinnan hade dock Ekman ådragit sig malaria vid ett besök i Franska Guyana och 1904 dött så utfattig att hans familj inte ens hade råd med en gravsten. Trettio år senare reste dock Svenska Cellulosaföreningen en minnessten över honom vid graven i England.
Sedan 1929 delar Svenska Pappers- och Cellulosaingeniörsföreningen återkommande ut Ekmanmedaljen,  som "på styrelsens förslag efter föreningens beslut (kan) tilldelas person för förtjänstfulla tekniska eller vetenskapliga insatser inom föreningens arbetsområde".